# 파하드 알아흐메드 알자베르 알사바흐
파하드 알아흐메드 알자베르 알사바흐(아랍어: الشيخ الشهيد فهد الأحمد الجابر الصباح Fahad Al-Ahmed Al-Jaber Al-Sabah[*], 1945년 8월 10일 ~ 1990년 8월 9일)는 쿠웨이트의 왕세자였으며 군 장교, 쿠웨이트 올림픽 위원회 창립자이다.
1990년 이라크의 쿠웨이트 침공때 다스만 궁전(Dasman Palace)을 방어하다 살해되었다.
5명의 아들과 1명의 딸이 있으며 아들 중에 한명이 셰이크 아흐마드 알 파하드 알 사바로 현재 아시아 올림픽 평의회의 회장이다.